# 2. divisjon 2013 (football americano norvegese)
La 2. divisjon 2013 è la 21ª edizione del campionato di football americano di secondo livello, organizzato dalla NAIF.

## Squadre partecipanti
| Club                    | Città      | Stadio | Sponsor ufficiale | Risultato nella stagione 2012 |
| ----------------------- | ---------- | ------ | ----------------- | ----------------------------- |
| Åsane Seahawks          | Bergen     |        |                   |                               |
| Drammen Warriors        | Drammen    |        |                   |                               |
| Lillestrøm Starfighters | Lillestrøm |        |                   |                               |
| Tønsberg Raiders        | Tønsberg   |        |                   |                               |
| Vålerenga Trolls        | Oslo       |        |                   |                               |

## Stagione regolare

### Calendario

#### 1ª giornata
| 21 aprile 2013, ore 14:00 | Vålerenga Trolls | 50 – 7 | Åsane Seahawks |  |

#### 2ª giornata
| 27 aprile 2013, ore 14:00 | Åsane Seahawks | 48 – 18 | Lillestrøm Starfighters |  |

#### 3ª giornata
| 5 maggio 2013, ore 15:00 | Vålerenga Trolls | 95 – 0 | Tønsberg Raiders |  |

#### 4ª giornata
| 11 maggio 2013, ore 14:00 | Åsane Seahawks | 62 – 6 | Drammen Warriors |  |

| 12 maggio 2013, ore 14:00 | Lillestrøm Starfighters | 0 – 6 (d.1t.s.) | Tønsberg Raiders |  |

#### 5ª giornata
| 26 maggio 2013, ore 15:00 | Lillestrøm Starfighters | 6 – 76 | Vålerenga Trolls |  |

#### 6ª giornata
| 1º giugno 2013, ore 15:00 | Tønsberg Raiders | 6 – 44 | Åsane Seahawks |  |

| 2 giugno 2013, ore 12:00 | Drammen Warriors | 25 – 0 | Lillestrøm Starfighters |  |

#### 7ª giornata
| 9 giugno 2013, ore 15:00 | Tønsberg Raiders | 30 – 6 | Drammen Warriors |  |

#### 8ª giornata
| 16 giugno 2013, ore 15:00 | Drammen Warriors | 20 – 56 | Vålerenga Trolls |  |

### Classifica
La classifica della regular season è la seguente:
- PCT = percentuale di vittorie, G = partite giocate, V = partite vinte,  P = partite perse, PF = punti fatti, PS = punti subiti

| Pos. | Squadra                 | PCT   | G | V | N | P | PF  | PS  |
| ---- | ----------------------- | ----- | - | - | - | - | --- | --- |
| 1    | Vålerenga Trolls        | 1.000 | 4 | 4 | 0 | 0 | 280 | 33  |
| 2    | Åsane Seahawks          | .750  | 4 | 3 | 0 | 1 | 161 | 80  |
| 3    | Drammen Warriors        | .250  | 4 | 1 | 0 | 3 | 57  | 148 |
| 4    | Tønsberg Raiders        | .500  | 4 | 2 | 0 | 2 | 42  | 148 |
| 5    | Lillestrøm Starfighters | .000  | 4 | 0 | 0 | 4 | 24  | 155 |

## Verdetti
- Vålerenga Trolls campioni della 2. divisjon 2013